# Albania (tạp chí định kỳ)
Albania là một tạp chí định kỳ của Albania được xuất bản bởi Faik Konica, một trong những nhân vật quan trọng nhất của văn hóa Albania trong những thập kỷ đầu của thế kỷ 20. Albania được xuất bản từ khoảng năm 1896-7 đến năm 1910 và được nhiều người coi là tạp chí định kỳ quan trọng nhất của Albania vào đầu thế kỷ 20 và là một trong những tạp chí định kỳ quan trọng nhất của Albania tồn tại cho đến khi kết thúc Thế chiến thứ hai.

## Lịch sử
Sau khi chuyển đến Brussels, Bỉ, Faik Konitza ở tuổi 22 đã thành lập Albania vào những năm 1896-7. Nó được xuất bản lần đầu tiên bằng tiếng Albania, trong khi các bản dịch sang tiếng Pháp sau đó cũng được lưu hành. Ngay sau khi xuất bản, nó đã trở thành cơ quan quan trọng nhất của báo chí Albania. Số đầu tiên của nó được xuất bản vào ngày 25 tháng 3 năm 1897, tại Brussels. Từ năm 1902 đến năm 1910, nó được xuất bản ở London, Vương quốc Anh, nơi Faik Konitza đã chuyển đến từ Bỉ. Albania là một trong những tạp chí định kỳ của Albania nổi tiếng nhất ở châu Âu và đã giúp làm cho văn hóa và sự nghiệp của Albania được công chúng châu Âu nói chung biết đến, đồng thời nó cũng đặt ra các tiêu chuẩn cho văn xuôi bằng tiếng Tosk Albanian của ngôn ngữ Albania.
Kinh kỳ được phân phối ở tất cả các nước châu Âu và ở các tỉnh của đế chế Ottoman nằm ở phía bắc châu Phi và Tiểu Á. Trong số các nhà phân phối được biết đến nhiều nhất của Albania là Shahin Kolonja, nhà xuất bản tương lai của tạp chí Drita, tạp chí đầu tiên được viết bằng tiếng Albania.

## Nội dung
Nội dung của Albania bao gồm một loạt các chủ đề mang tính thời sự như lịch sử, chính trị, khảo cổ học, kinh tế, ngôn ngữ, tôn giáo và nghệ thuật, dẫn đến việc tạp chí này được coi là một cuốn bách khoa toàn thư nhỏ về văn hóa Albania của thời đại. Nhiều nhà văn Albania đáng chú ý như Gjergj Fishta, Andon Zako Çajupi, Kostandin Kristoforidhi và Thimi Mitko lần đầu tiên xuất bản các phần tác phẩm của họ trên Albania.